# Юнкер, Александр Логгинович
Александр Логгинович де Юнкер (1795—1860) — генерал-лейтенант, участник Отечественной войны 1812 года.

## Биография
Александр Юнкер родился 26 августа 1795 года. В военную службу вступил 4 августа 1811 года. Принимал участие в Отечественной войне 1812 года, за отличие награждён орденом св. Анны 4-й степени.
В 1831 году Юнкер сражался против восставших поляков и был награждён орденом св. Анны 2-й степени с императорской короной и польским знаком отличия за военное достоинство (Virtuti Militari) 3-й степени. С 1831 по 1836 годы командовал вновь сформированным Модлинским пехотным полком.
6 декабря 1836 года произведён в генерал-майоры и назначен командиром 2-й бригады 10-й пехотной дивизии. В 1838 году награждён орденом св. Владимира 3-й степени, 1 декабря того же года он за беспорочную выслугу получил орден св. Георгия 4-й степени (№ 5684 по кавалерскому списку Григоровича — Степанова).
6 декабря 1847 года Юнкер был произведён в генерал-лейтенанты и вскоре назначен начальником 22-й пехотной дивизии, с 1855 года состоял для особых поручений при начальнике всех пехотных резервных и запасных войск армии.
Среди прочих наград Юнкер имел ордена св. Станислава 1-й степени (1845 год) и св. Анны 1-й степени (1851 год, императорская корона к этому ордену пожалована в 1854 году).
Скончался в Москве 22 января 1860 года, похоронен на Введенском иноверческом кладбище (11 уч.).